# Sympleurotis albofasciatus
Sympleurotis albofasciatus är en skalbaggsart som beskrevs av Júlio och Monné 2005. Sympleurotis albofasciatus ingår i släktet Sympleurotis och familjen långhorningar. Inga underarter finns listade i Catalogue of Life.